# Leiopsammodius newcastleensis
Leiopsammodius newcastleensis är en skalbaggsart som beskrevs av Zdzisława Stebnicka och Henry Fuller Howden 1996. Leiopsammodius newcastleensis ingår i släktet Leiopsammodius och familjen Aphodiidae. Inga underarter finns listade i Catalogue of Life.